# Gmina Zharrëz
Gmina Zharrëz (alb. Komuna Zharrëz) – gmina położona w środkowo-zachodniej części Albanii. Administracyjnie należy do okręgu Fier w obwodzie Fier. W 2011 roku populacja gminy wynosiła 5236 osób w tym 2578 kobiety oraz 2658 mężczyzn, z czego Albańczycy stanowili 62,18% mieszkańców, Arumuni 0,11%. 
W skład gminy wchodzi sześć miejscowości: Zharrëz, Fshat i Ri, Frashër, Verbas, Sheqishtë, Belinë.